# Segunda Batalla de Nanawa
La Segunda Batalla de Nanawa correspondiente a la Guerra del Chaco, entre Bolivia y el Paraguay, se libró en el Chaco Boreal desde el 4 al 7 de julio de 1933. Fue el segundo intento del general Hans Kundt por capturar el estratégico fortín Nanawa. Fue el ataque frontal más importante llevado a cabo por el ejército boliviano durante toda la guerra donde empleó, masivamente, todos los recursos disponibles: artillería, aviación, tanques, morteros y lanzallamas.

## Preparativos

### Defensa paraguaya
La preparación boliviana para el segundo asalto no fue un secreto para el comando paraguayo. Las informaciones de inteligencia indicaban que Kundt había movido nuevamente su centro de gravedad al sur. Estigarribia preparó las defensas de Nanawa con la convicción estratégica de impedir a cualquier precio que esa posición cayera en manos bolivianas. Esto era inusual porque su concepción estratégica general era la de realizar una defensa elástica.
A fines de junio, prisioneros bolivianos y patrullas lejanas paraguayas confirmaron a Estigarribia que era inminente otro poderoso ataque a Nanawa. Desde mucho antes, el teniente coronel Irrazabal, comandante de la 5.ª División, con la experiencia recogida en enero, había tomado medidas para reforzar aún más su posición.
Como no se disponía de armamento apropiado para contrarrestar el blindaje de los tanques bolivianos, se ubicaron piezas de artillería de 75 mm. en posición rasante para destruirlos con tiros directos. Las primeras trincheras se ahondaron hasta convertirlas en reglamentarias para tiradores de pie. Frente a las mismas se colocaron una compleja red de alambradas rastreras, reforzadas a intervalos de 30  a 40 metros con minas de alto poder explosivo. Frente a la ‘’Isla Fortificada‘’ o ‘’Isla del Diablo‘’ y sobre la ruta Nanawa-Mariscal López se construyeron obstáculos antitanques consistentes en grandes y profundas zanjas. Los tramos de trincheras que inicialmente estaban aislados se unieron paulatinamente formando una fortificación de varios kilómetros de extensión. 
La disposición de las fuerzas paraguayas era la siguiente: La brigada de caballería RC-4 (con 943 hombres), integrada con los regimientos ‘’Aka Verá‘’ y ‘’Aka Karayá‘’, ocupaba posiciones en el ala sudeste de Nanawa, su extrema izquierda llegaba hasta 3 kilómetros al sudeste. La 5.ª División (con 1500 hombres), integrada con los regimientos RI-7 (ala norte) y RI-13 y RC-3 (ala sur), era la responsable de defender todas las posiciones que circundaban a Nanawa. Por afuera del sistema defensivo, hacia el norte, fuerzas desprendidas de la 4.ª División, integradas con los regimientos ‘’Boquerón‘’, RI-12 y una compañía de zapadores, mantenían el enlace con el resto de la 4.ª División que defendía Gondra. El diagrama defensivo semejaba una ‘’V‘’ con el vértice apuntando hacia el oeste apoyado en el fortín "viejo". Desde ese vértice, las trincheras se abrían en dos hacia atrás, un lado se dirigía hacia el noreste (unos 2,5 km hasta la ‘’Isla 1‘’) y el otro hacia el sureste (unos 3 km) casi todas apoyadas en los bordes de montes e islas con un amplio campo de tiro delante de ellas. 
Completaba la defensa el GA-2 ‘General Roa’ con una batería de cañones de 105  y dos de 75 mm. La reserva estaba integrada por el Batallón de Rifleros N.º 1, el Batallón N.º 2 y un escuadrón divisionario.

### Plan de ataque boliviano
Grandes eran las ventajas tácticas que tenía el ejército boliviano para llevar adelante este segundo ataque a Nanawa con relación al primer ataque de enero de 1933:
- 1) Las poderosas trincheras como base de partida, muchas de ellas a menos de 100 metros de distancia del enemigo y a cuya protección se podía volver en el hipotético caso de que el ataque fracasara.
- 2) La artillería disponía de una excelente red telefónica que la conectaba con los puntos de observación avanzados y había ajustado con anticipación los reglajes sobre las posiciones enemigas.
- 3) La estación de las lluvias había finalizado meses antes, el terreno estaba seco, la temperatura era baja. El terreno despejado se prestaba a la utilización de los tanques e impedía ataques sorpresivos o de cerca.
- 4) Se contaba con abundante dotación de recursos y con nuevas armas (granadas de mano, morteros Stokes-Brandt, lanzallamas, tanques Vickers).
- 5) La aviación había realizado un detallado relevamiento de las mejoras hechas por el enemigo mediante observación directa y fotografías aéreas.[1]

El coronel Toro, en su libro "Mi actuación en la Guerra del Chaco", dice que él se opuso al ataque y que sus esfuerzos para convencer a Kundt fueron estériles. El 1.º de julio el general Kundt dictó la detallada Orden de Operaciones para la captura de Nanawa:

‘’El ataque se realizará el 4 de julio. A las 08:30 horas, todas las unidades deberán encontrarse en posición de partida y en la formación correspondiente. En el sector norte, la señal para el avance de la infantería lo dará la explosión de la mina. Las trincheras deberán ser arrolladas por grupos de combate haciendo uso resuelto de los lanzallamas (una de las armas novedosas que se usaron en esta batalla), granadas de mano, ametralladoras ligeras y armas blancas; las fracciones que se encuentren a la cabeza deberán avanzar arrastrando a los que se encuentren en la retaguardia y no deberán detenerse para hacer prisioneros o capturar material bélico enemigo, dejando este trabajo a las unidades que vengan detrás. Se deberá construir zanjas de comunicación entre las líneas propias y las enemigas una vez que estas fueran capturadas. Previendo que la batalla se pueda prolongar algunos días más se deberá ahorrar las municiones desde el primer día‘’
Kundt, Orden Operaciones batalla de Nanawa 1/7/1933 (Querejazu Calvo, 1990, p. 79)

Esta advertencia de Kundt estaba dirigida contra la tendencia de los soldados bolivianos a derrochar exageradamente las municiones. Los dos grupos de tanques debían maniobrar con total libertad, asignándose dos unidades al sector norte y dos al sector sur. La misión de estos blindados era ver y analizar, con mucho cuidado, la situación y el avance de la infantería, apoyando con su fuego donde estas se vieran paralizadas. A las 08.50 horas toda la artillería y los morteros debían romper con sus fuegos; A las 09.05 horas debía hacerse explotar la mina. La destrucción de la artillería enemiga se dejaría exclusivamente al Cuerpo Aéreo.
Las fuerzas bolivianas de la 7.ª División al mando del coronel Gerardo Rodríguez estaban dispuestas de la siguiente manera: 
- la columna norte, al mando del teniente coronel Julio Quiroga estaba constituida por seis regimientos (RI.: 3,7,22,38,39; RC. 7), un grupo de artillería, un grupo de tanques (conducidos por von Kries y Kohn) sumando unos 3500 hombres.
- La columna sur, al mando del teniente coronel Enrique Frías contaba con siete regimientos (RI.: 16, 42, 43; RC.:1,3,5), un grupo de artillería (a cargo del mayor Seleme) y un grupo de tanques (conducidos por el mayor Wilhelm Brandt) sumando aproximadamente 3500 hombres.
- En el sector central, al mando del teniente coronel Ballón, estaba el RI-8 más el destacamento 111.

Al poder de fuego de la infantería se sumaba el apoyo de 29 cañones, 12 morteros, 8 lanzallamas y 4 tanques (3 Vickers y 1 tanqueta Carden-Loyd). Desde el aire una docena de aviones tenía la misión de apoyar el avance ametrallando las posiciones y lanzando bombas sobre todo el sector.
El plan de ataque no contemplaba acciones sobre los caminos que partían de Nanawa hacia Bullo, Florida y al este, con dirección a Concepción. Como las fuerzas bolivianas, después del ataque en enero, habían quedado formando un semicírculo delante de Nanawa, en la nueva tentativa se contemplaba el avance sobre ambos extremos del herraje con un ataque demostrativo en el centro. En el sector norte el ataque tenía que seguir a la explosión de la mina subterránea que se había preparado cavándose un túnel que salía de la ‘’Punta de los Cuatro Degollados‘’ (llamada así luego de la batalla de enero donde se encontraron los cuerpos degollados de cuatro bolivianos después de un contraataque paraguayo), hasta la ‘’Isla Fortificada‘’.

## Desarrollo de las operaciones
- 4 de julio

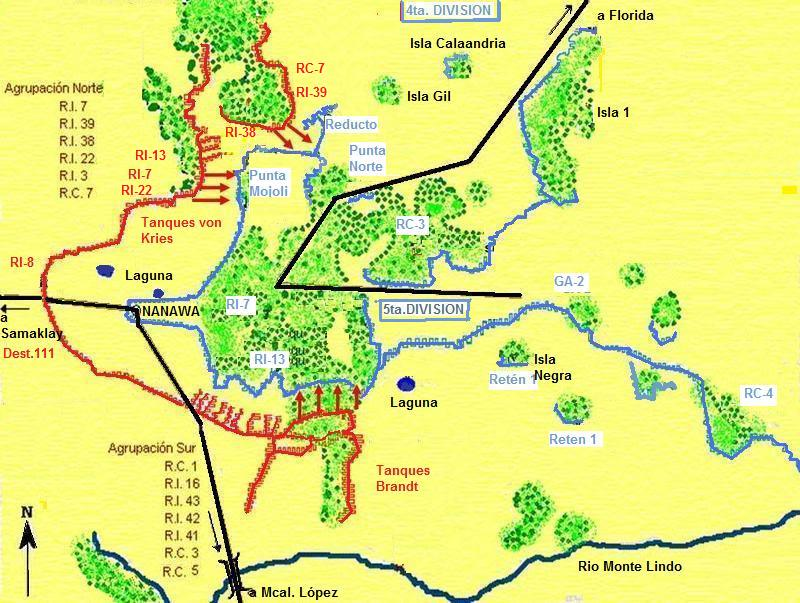
Situación inicial 4 de julio de 1933. Rojo=Fuerzas bolivianas. Azul= Fuerzas paraguayas.

A la hora señalada, la artillería y ametralladoras pesadas bolivianas iniciaron el fuego. Una hora más tarde, al mismo tiempo que 12 aviones lanzaban sus bombas sobre el fortín intentando silenciar a la artillería, la mina subterránea explotó con gran estruendo y los infantes iniciaron su avance en los tres sectores. El ataque de tantos regimientos a todo lo largo del frente fue espectacular. La explosión de los proyectiles de artillería concentrados en determinados puntos, las fulguraciones de los lanzallamas, el crepitar de las ametralladoras, el avance estrepitoso y terrorífico de los tanques, el zumbido de doce aviones que lanzaban modernas bombas guiadas por hélice y ametrallaban desde el aire, todo esto en un espacio de pocos kilómetros, constituyó un cuadro dantesco, nunca visto antes en una acción bélica sudamericana y que los que participaron en ella, y pudieron sobrevivir, no lo olvidarían jamás.
El ataque en el sector sur no duró más de una hora. La artillería bombardeó durante 30 minutos la línea principal de resistencia. Las fuerzas de asalto, retrasadas en su progresión por el fuego enemigo y la maraña del monte hicieron contacto con las trincheras paraguayas cuando la artillería ya había alargado sus tiros hacia la retaguardia enemiga, quedando a merced de la defensa que pudo contenerlos cómodamente. Los lanzallamas, bajo el fuego de las ametralladoras, perdieron a casi todos sus efectivos. De los dos tanques que actuaron en ese sector, uno avanzó orillando el monte por donde penetraba la infantería y llegó resueltamente hasta el parapeto de la trinchera paraguaya pero al encontrarse peligrosamente aislado por el retraso de los infantes, tuvo que regresar y no volvió a aparecer. El otro incursionó un poco más al este hasta detenerse en un lugar, al parecer atascado o con alguna avería mecánica, desde donde también regresó a retaguardia. El fracaso de este ataque se debió, en gran parte, a la falta de coordinación entre la artillería, los tanques y la infantería boliviana en el punto de ruptura.
La batalla más intensa se desarrolló en el sector norte, en los alrededores del "Reducto", en una extensión lineal de 2000 metros aproximadamente. La mina subterránea que dio la señal para el asalto, explotó 30 metros delante de las trincheras paraguayas que habían sido enderezadas días antes con un retroceso de esa distancia por lo que el efecto fue nulo; los dos tanques avanzaron por la derecha, desplazándose de un lado a otro y concentrado su fuego sobre otras dos islas de monte, uno de ellos llegó hasta 60 metros de los defensores hasta que el tiro directo de una granada de cañón o de mortero lo paralizó. El otro evolucionó en el campo y quizás desorientado, o por averías o agotamiento de la munición, retrocedió para no actuar más.
Los regimientos de infantería bolivianos avanzaron resueltamente sobre el terreno descubierto y con gran derroche de heroísmo y fuertes pérdidas lograron conquistar sectores de la isla Mojoli y las trincheras paraguayas de ambos costados del "Reducto" más una segunda línea de trincheras ubicadas en la Punta Norte. En el último tramo de una zanja, uno de los lanzallamas que precedía el asalto se enfrentó a un nido de ametralladoras pesadas instalado en la punta del monte, el chorro de fuego cubrió el nido, penetró por la tronera y chamuscó a sus ocupantes quienes, sorprendidos, abandonaron la posición.
Los atacantes llegaron hasta el cementerio del RI-7 "24 de mayo", haciendo peligrar la defensa de todo el fortín. Cundió la alarma en todos los sectores. El teniente coronel Francisco Brizuela, a cargo del sector, recibió partes cada vez más preocupantes:"...las cosas van mal, los bolivianos han roto la línea, ...las cosas empeoran, ...todo está perdido, ...los bolís ya se infiltran". Mientras destruía los archivos Brizuela ordenó: “soldado que huya, se lo mata, y soldado que llegue hasta aquí, lo mato yo”. Por teléfono alertó al teniente coronel Luis Irrazábal, ubicado a menos de 2 kilómetros del lugar donde se había producido la ruptura boliviana, que en cualquier momento podía quedar aislado. La respuesta de Irrazabal fue: 

En seguida ordeno al regimiento ‘’Boquerón‘’ y todas las reservas que acudan a proteger su retirada para salvar 5.ª División; procure mantener enlace.

 Sin embargo una compañía del RI-7, al mando del teniente Eloy Cañiza, se mantuvo en el "Reducto", pese a estar totalmente rodeada.
A las 14:00 horas, a cuatro de iniciada la violenta arremetida boliviana, y tras evaluar que el ataque tendía a disminuir en intensidad, Irrazabal ordenó el contraataque con las reservas que tenía en el sector central para recuperar el terreno perdido y equilibrar la situación.
En las trincheras tomadas por los bolivianos reinaba una nerviosa euforia con el grito incesante de “Viva Bolivia”. El comando boliviano reforzó sus fuerzas en el sector capturado, pero, apretujados en las zanjas y sin poder progresar, los atacantes fueron sometidos a un letal ataque de morteros y granadas de mano paraguayas. La lucha se mantuvo hasta la 17:00 horas, momento en que la tremenda sangría obligó a los infantes bolivianos a ceder el terreno ganado a la derecha y detrás del "Reducto". El día concluyó con los bolivianos sosteniendo solamente las zanjas conquistadas en el otro extremo del "Reducto". Durante la noche continuó el intenso hostigamiento entre ambos bandos, en todo el frente.
- 5 de julio

Al atardecer del día 4, cuando el regimiento paraguayo RI-7 "24 de Mayo" retomaba la "Isla Mojoli", se preparó un grupo integrado por el II/RI-7, el escuadrón divisionario y dos compañías de fusileros, todos al mando del Capitán Plá, para recuperar el “Reducto” al día siguiente. Durante toda la noche se presionó contra esa posición para evitar que los bolivianos recibieran refuerzos. Antes del amanecer, tras una corta pero precisa cortina de fuego del grupo de artillería GA-2 ‘’General Roa‘’, el grupo Plá inició el ataque con bayonetas, machetes y granadas de mano. Atacantes y atacados se trenzaron en una feroz lucha cuerpo a cuerpo que concluyó cuando la infantería boliviana quedó reducida al teniente Félix Reyes Laguna y 25 soldados, los que fueron hechos prisioneros. Al mediodía, el “Reducto” fue retomado por las fuerzas paraguayas. 

En ese momento "comenzó el enemigo con un nervioso hostigamiento, preludio tradicional de una próxima salida de sus refugios. Al entrar el sol comienza un nutrido disparo de artillería enemiga que fue el comienzo de otra arremetida [boliviana] contra las posiciones del RI-7. De inmediato pedí a nuestra artillería fuego de contención frente a ‘’Punta Mojoli‘’, tiros que fueron tan bien dirigidos por su absoluta eficacia, pues el enemigo al salir de sus trincheras fue liquidado".
(Fernández, 1962, p. 134)

 Este ataque boliviano fue realizado por las fuerzas del coronel Quiroga (Sector norte) a las 18:00 horas al que siguió otro más intenso a las 19:00 horas siendo rechazados por los defensores del RI-7 paraguayo al terminar el día 5.
- 6 de julio

Pese a los logros poco favorables, el comando boliviano siguió empecinado en que los ataques frontales, tipo Primera Guerra Mundial, lograrían quebrar las defensas de Nanawa. El día 6, los regimientos ‘’Pérez‘’, RI-7 y ‘’Chichas‘’, atacaron nuevamente la ‘’Isla Fortificada" pero, pese a todos los esfuerzos demostrados por los soldados bolivianos, no dio ningún resultado.

## Resultados
El 14 de julio, el coronel Estigarribia recorrió el campo de batalla encontrando el cuadro más macabro que vio en su vida. En el sector donde los bolivianos habían roto la línea y hecho su más profunda penetración, partes de brazos y piernas cercenados por la artillería todavía colgaban de los árboles. Los defensores, al ver el campo de batalla con tantos cadáveres, decidieron incinerarlos por cuestiones sanitarias y en lugar de utilizar maderas los rociaron con kerosén. Mientras había kerosén el fuego se mantenía pero cuando este se terminó, quedó un apiñamiento de carne humana a medio quemar que despedía un olor insoportable.
No existe un total acuerdo sobre las bajas producidas en ambos bandos. El historiador boliviano Querejazú Calvo calcula en más de 6 000 soldados bolivianos (muertos, heridos y prisioneros). El coronel Fernández estima que los paraguayos tuvieron 189 muertos y unos 447 heridos. Este resultado debe ser evaluado a la luz de lo que implica un ataque frontal contra posiciones fortificadas.

"Nanawa había representado un ingente sacrificio para el ejército boliviano [...] amén la lesión invisible pero profunda ocasionada al espíritu de la oficialidad y aun a la de la tropa, que desde entonces tuvieron el pálpito anunciador que su suerte estaba perdida si continuaba en manos de Kundt"
Presidente Salamanca (Díaz Machicao, 1954, p. 179)

 A partir de este resultado los planes ofensivos de Kundt tuvieron que posponerse para recuperar fuerzas permitiendo que el ejército paraguayo retomara lentamente la iniciativa, primero con operaciones de alcance limitado (Gondra, Campo Grande), luego con operaciones de gran alcance (Alihuatá-Campo Vía).

## Después de la batalla
Desde el 6 de julio y durante meses se luchó en forma intermitente, con hostigamiento de ambas partes, con combates de trinchera a trinchera, choques de patrullas y duelos de artillería. La artillería boliviana trató inútilmente de destrozar el tanque que había quedado paralizado a 60 metros de las trincheras enemigas. Se supone que finalmente los paraguayos le colocaron debajo una carga de dinamita y lo hicieron volar en pedazos para que no lo recuperaran los bolivianos.
El 6 de agosto de 1933, en conmemoración del día de la Patria en Bolivia, y para distraer la atención del enemigo mientras se operaba sobre Rancho 8, Pirijayo y sobre todo Falcón, un escuadrón del regimiento ‘’Chichas‘’ se lanzó al ataque en el sector sur, bajo la protección de las baterías Cuellar y Seleme. La aventura les costó la vida a los dos oficiales que comandaban la unidad, el capitán Enrique Pantoja y el subteniente Antonio Araníbar. El escuadrón, que había llegado hasta 50  metros de las trincheras paraguayas, se paralizó por la muerte de sus oficiales y se replegó de inmediato. 
Frente a Nanawa, quedaron únicamente los regimientos ‘’Chichas‘’, ‘’Castrillo‘’, RI-8, ‘’Sucre‘’ y ‘’Azurduy‘’, con el ‘’Colorados‘’, ‘’Abaroa‘’ y el ‘’Pérez‘’ como reserva, las demás unidades fueron sacadas para atender las necesidades en otros puntos del frente (Gondra y Alihuatá).